# Leistungssignal
Bei einem Leistungssignal handelt es sich in der Signaltheorie um ein reell- oder komplexwertiges Signal s(t) mit unendlicher Signalenergie, aber endlicher mittlerer Leistung. Formal bedeutet das:
{\displaystyle 0<P=\lim \limits _{T\to \infty }{{\frac {1}{2T}}\int \limits _{-T}^{T}{s(t)\cdot s^{*}(t)dt}}<\infty \ .}
Der Stern bedeutet die komplexe Konjugation der Funktion s(t).
Bei reellwertigen Signalen entspricht das der Forderung
{\displaystyle 0<P=\lim \limits _{T\to \infty }{{\frac {1}{2T}}\int \limits _{-T}^{T}{s(t)^{2}dt}}<\infty \ .}
Die Momentanleistung reeller Signale zum Zeitpunkt t berechnet sich zu:
{\displaystyle P(t)=\lim \limits _{T\to 0}{{\frac {1}{2T}}\int \limits _{t-T}^{t+T}{|s(t)|^{2}dt}}=|s(t)|^{2}\ .}
Typische Leistungssignale sind periodisch fortgesetzte Energiesignale wie beispielsweise ein Sinussignal oder ein Kosinussignal und stochastische Signale (Rauschen).
Keine Leistungssignale sind beispielsweise alle Energiesignale, Signale die exponentiell über alle Grenzen anwachsen oder auch die Funktion {\displaystyle s(t)={\frac {1}{t}}}.